# 小勾儿茶
小勾儿茶（学名：Berchemiella wilsonii）为鼠李科小勾儿茶属下的一个种。

## 扩展阅读
- 維基物種上的相關：小勾儿茶